# 卡姆揚卡 (沃茲涅先斯克區)
47°38′39″N 31°50′2″E / 47.64417°N 31.83389°E
卡姆揚卡（烏克蘭語：Кам'янка）是烏克蘭南部尼古拉耶夫州沃兹涅先斯克区葉拉涅茨市鎮的村莊。該村始建於1790年，面積0.43平方公里，海拔高度38米，2001年人口238，人口密度每平方公里553.5人。